# مجلس الدولة المناهض للفاشية من أجل التحرير الوطني لكرواتيا

علم دولة كرواتيا الاتحادية

شعار مجلس الدولة المناهض للفاشية من أجل التحرير الوطني لكرواتيا

مجلس الدولة المناهض للفاشية من أجل التحرير الوطني لكرواتيا (بالصربوكرواتية: Zemaljsko antifašističko vijeće narodnog oslobođenja Hrvatske)‏، كان أعلى جهاز حاكم لحركة التحرير الوطنية المناهضة للفاشية في كرواتيا خلال الحرب العالمية الثانية. تم تطوير المجلس ليكون أساس الدولة الكرواتية. في اجتماعه الأخير، غير اسمه إلى برلمان الشعب الكرواتي (Narodni sabor Hrvatske).

## الجلسات

### لجنة المبادرة
بدأت الاستعدادات لتأسيس المجلس في 5 ديسمبر 1942 عندما طلب الممثلون الكرواتيون في مجلس التحرير الشعبي المناهض للفاشية في يوغسلافيا من مجالس المقاطعات تفويض أعضاء لجنة المبادرة المستقبلية التابعة لمجلس الدولة لمكافحة الفاشية للتحرير الوطني لكرواتيا. بعد تسمية المندوبين، تم تشكيل لجنة المبادرة في بونور في 1 مارس 1943 بالقرب من كورينيكا في ليكا.

### الجلسة الأولى

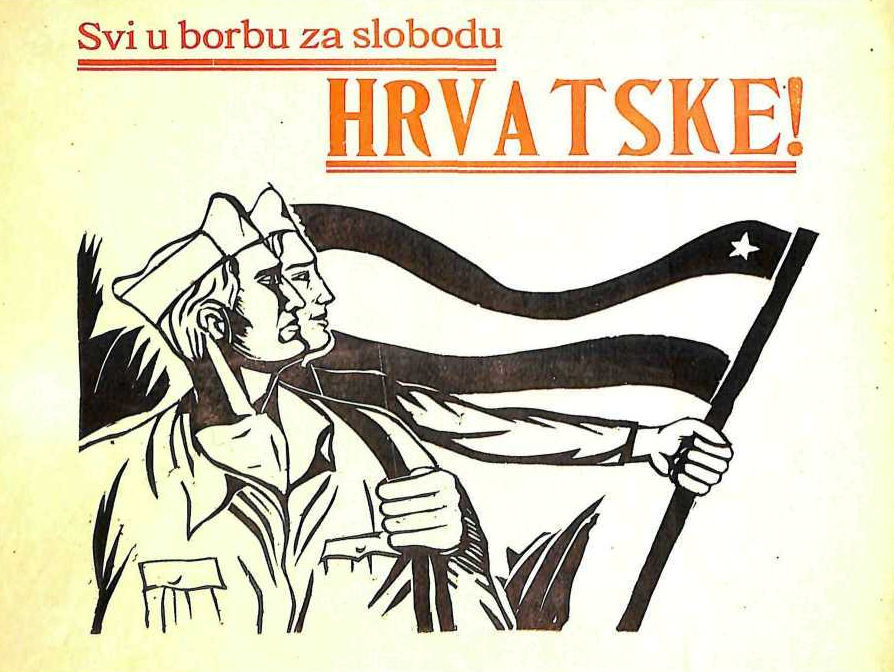
"من أجل حرية كرواتيا"، ملصق حزبي من الحرب العالمية الثانية.

عقد في 13 يونيو (في أوتوجاك) و 14 يونيو 1943 (على بحيرات بليتفيتش) الجلسة التأسيسية للمجلس. تم اختيار فلاديمير نازور رئيساً. اعتمد المجلس «إعلان لشعوب كرواتيا» (بالكرواتية "Proglas narodima Hrvatske") و«القرار» (غالبًا ما يطلق عليه «قرار بليتفيتش»). نص القرار على أن المجلس كان أعلى سلطة سياسية للحركة المناهضة للفاشية في كرواتيا. المجلس التنفيذي (بالكرواتية "Izvršni odbor") من 11 عضوًا لأداء مهام المجلس بين الدورات.
بصفته ممثل قيادة الحلفاء الرائد ويليام م. جونز (لورانس يوغوسلافيا) كان حاضرًا في الجلسة التأسيسية. وحضرت أيضاً ممثلة جبهة تحرير الشعب السلوفيني جانا جيرني.

### الجلسة الثانية
عقدت الجلسة الثانية في الفترة من 12 إلى 15 أكتوبر 1943 في بلاشكي. في هذه الجلسة، تم انتخاب مجلس تنفيذي من 15 عضوًا وتم تأكيد قرار المجلس التنفيذي في 20 سبتمبر 1943. تم اعتماد «مرسوم التنظيم الداخلي وأعمال مجلس الدولة المناهض للفاشية من أجل التحرير الوطني لكرواتيا» وكذلك تأسيس الأمانة العامة لمجلس الدولة المناهض للفاشية من أجل التحرير الوطني لكرواتيا؛ التي حكمت الشؤون الكرواتية كحكومة أمر واقع.
في الدورتين الثانية والثالثة، تم الاعتراف بالمساواة بين الأمتين الصربية والكرواتية، كدولتين مكونتين للوحدة الفيدرالية لكرواتيا، في كل جانب.

### الجلسة الثالثة
عقدت الجلسة الثالثة في 8 مايو و 9 مايو 1944 في توبوسكو، وكان يشار إليها أحيانًا باسم سابور يو توبوسكوم («التجمع في توبوسكو»). شكلت الدورة الثالثة رسميًا دولة كرواتيا الفيدرالية. تم اعتماد «قواعد تصرف مجلس الدولة المناهض للفاشية من أجل التحرير الوطني لكرواتيا» التي تم تبنيها مؤخرًا والتي تم حلها (المجلس التنفيذي) وشكل 31 عضوًا في هيئة رئاسة المجلس. تم إنشاء ما يلي في هذه الدورة:
- تفويض المندوبين الكرواتيين في الاجتماع الثاني لمجلس التحرير الشعبي المناهض للفاشية في يوغسلافيا لتمثيل كرواتيا
- إعلان مجلس الدولة المناهض للفاشية من أجل التحرير الوطني لكرواتيا باعتباره الجهاز التشريعي والتنفيذي الأعلى لحكومة دولة كرواتيا الاتحادية
- إعلان الحقوق الأساسية لشعوب ومواطني دولة كرواتيا الاتحادية:
  - الشعب الكرواتي والصربي في كرواتيا متساوون في كل شيء. ستحصل الأقليات القومية في كرواتيا على ضمانات حقوق الإنسان.
  - جميع مواطني كرواتيا متساوون أمام القانون، بغض النظر عن الجنسية والعرق والدين
  - تتمتع النساء بنفس الحقوق التي يتمتع بها الرجال
  - يضمن كل مواطن الأمن الشخصي والممتلكات. حق الملكية والمبادرات الخاصة مكفول.
- قرار بشأن هيكل وعمليات لجان التحرير الوطني والتجمعات في دولة كرواتيا الاتحادية
- قواعد تصرف جلس الدولة المناهض للفاشية من أجل التحرير الوطني لكرواتيا

### الجلسة الرابعة
- عقدت الجلسة الأخيرة في 21 أغسطس 1945 في زغرب (في مبنى البرلمان الكرواتي). هنا، أعاد المجلس تسمية نفسه البرلمان الوطني لكرواتيا.

## المجلس بين الجلسات
- في 20 سبتمبر 1943، أصدر المجلس التنفيذي لمجلس الدولة المناهض للفاشية من أجل التحرير الوطني لكرواتيا قراراً بعودة استريا، زادار، كريس، لاستوفو وأجزاء أخرى من كرواتيا التي تم التنازل عنها لإيطاليا الفاشية من قبل دولة كرواتيا المستقلة.
- عمل المجلس في مدينة شيبينيك من 31 ديسمبر 1944 إلى 13 مايو 1945، قبل الانتقال إلى زغرب في 20 مايو 1945.
- تأسست أول حكومة شعبية لكرواتيا (بقيادة فلاديمير باكاريتش) في الجلسة الاستثنائية لرئاسة مجلس الدولة المناهض للفاشية من أجل التحرير الوطني لكرواتيا، التي عقدت في 14 أبريل 1945 في سبليت.

## دستور كرواتيا في المجلس
تنص مقدمة («الأسس التاريخية») من دستور جمهورية كرواتيا على مايلي:

## الرئاسة
في مايو 1944، ترأس المجلس عشرة أعضاء:
- فلاديمير نازور (مستقل، شاعر)
- أندرييا هيبرانغ (رابطة شيوعيي يوغسلافيا)
- إيفان غوسنياك (رابطة شيوعيي يوغسلافيا)
- فرانجو جاتشي (حزب الفلاحين الكرواتي)
- ستيبان فرفجيج (حزب الفلاحين الكرواتي)
- فيليب لاكوش (حزب الفلاحين الكرواتي)
- رادي بريبيشيفيتش (الحزب الديمقراطي المستقل)
- سيمو أيرر (الحزب الديمقراطي المستقل)
- سفيتوزار ريتيج (كاهن كاثوليكي)
- أنتي مانديتش (مستقل)